# AFC Bournemouth
Athletic Football Club Bournemouth är en engelsk fotbollsklubb från Kings Park, Bournemouth, som spelar i Premier League. Bournemouth grundades 1899 som Boscombe FC. 1923 bytte klubben namn till Bournemouth & Boscome Athletic och 1971 fick klubben sitt nuvarande namn. Hemmamatcherna spelas på Vitality Stadium, som tar 11 464 åskådare.

## Historia

### Tidiga år (1899–2014)

Klubbens ligaplaceringar från och med 1923.

AFC Bournemouth grundades som Boscombe FC under några gatlampor på Gladstone Road i stadsdelen Boscombe 1899. 1923 ändrades namnet till Bournemouth and Boscombe Athletic Football Club. I början av 1970-talet var det dags för namnbyte igen och man ändrade namnet till AFC Bournemouth.
Klubben valdes in i The Football League 1923 och har för det mesta hört till ligans två lägsta divisioner. Efter säsongen 2012/2013 flyttades klubben upp till The Championship. Tidigare har de endast gjort en säsong i den näst högsta serien.
Säsongen 2014/2015 vann klubben The Championship och blev därmed klara för spel i Premier League säsongen 2015/2016. Uppflyttningen säkrades i den näst sista omgången med en seger med 3–0 mot Bolton Wanderers. Den 25 oktober 2014 besegrades Birmingham City med 8–0 på bortaplan vilket är klubbens största seger i ligan och första gången de gjort åtta mål i en ligamatch. (I september 1939 vann de mot Northampton Town med 10–0, men resultatet är inte officiellt eftersom ligaspelet ställdes in och alla resultat ströks dagen därpå på grund av andra världskrigets utbrott).

### Premier League era (2015–2020)
Under Bournemouths första säsong i Premier League drabbades laget av ett antal förödande skador, bland annat på Callum Wilson, stjärnanfallaren från föregående säsong. Laget hade en uppgång i formen under andra halvan av säsongen och slutade så småningom på 16:e plats i ligan och undvek nedflyttning.
Klubben var allmänt tippad att drabbas av "andra säsongens syndrom", men säsongen 2016/17 var till stor del framgångsrik. Trots en svag start som såg dem i nedflyttningszonen under de första tre veckorna, återhämtade sig laget snabbt och gick vidare till 9:e plats. Stjärnlånespelaren Nathan Aké värvades permanent från Chelsea för en klubbrekordavgift i juni 2017, enligt uppgift i området 20 miljoner pund. Trots ännu en trög start under säsongen 2017/18 fick de en god form under slutet av december och i januari vilket ledde till att de undvek nedflyttningszonen och huvudtränaren Howe utsågs till månadens tränare. Bournemouth fortsatte att knipa viktiga poäng och slutade säsongen på en 12:e plats, vilket var ett nytt klubbrekord.
Säsongen 2018/19 slog klubben sitt transferrekord ännu en gång när man värvade Jefferson Lerma under sommaren från spanska Levante UD och för första gången hade klubben gjort en stark inledningen av säsongen då man låg på en 6:e plats efter de första 12 matcherna. Detta skulle dock komma att ändras då skadeproblem kom att drabba laget. Till slut slutade Bournemouth på 14:e plats och säkrade en 5:e säsong i Premier League.
En ljus start på säsongen 2019/20 såg laget på 7:e plats i början av november. Dock var fortsatta skadeproblem och dåliga resultat ett faktum. Detta ledde i sin tur till att klubben föll ner i nedflyttningsstrecket i januari. Dåliga prestationer och fortsatta skador fortsatte efter att Covid-19-pandemin hade avbrutit säsongen. Efter att ha förlorat två viktiga matcher mot Manchester City och Southampton var nedflyttning mer eller mindre ett faktum. Trots en 3–1-seger över Everton under den sista omgången av säsongen, bekräftades klubbens nedflyttning på grund av resultat på annat håll. Den 1 augusti 2020 lämnade Howe klubben med ömsesidigt samtycke, vilket avslutade hans 8-åriga period som huvudtränare.

### Tillbaka till Championship (2020–2022)
Den 8 augusti utsågs Jason Tindall, en före detta Bournemouth-spelare och Howes långvariga assistent, till huvudtränare. Nathan Aké lämnade klubben och skrev på för Manchester City för ett rapporterat klubbrekord 235 miljoner kronor. Trots att laget låg på en andra plats i mitten av december, fick Tindall sparken den 3 februari 2021 efter att endast vunnit en av åtta matcher, vilket fick laget att falla till en 6:e plats i tabellen. Han ersattes av Jonathan Woodgate, som fick rollen som tillfällig tränare. Klubben avslutade säsongen på 6:e plats och gick in i slutspelet, men förlorade 3–2 mot Brentford i semifinalen. Den 28 juni utsågs tidigare Fulham-tränaren Scott Parker till tränare inför den nya säsongen. Den 3 mars 2022 kvalificerade sig Bournemouth tillbaka till Premier League efter att ha slagit Nottigham Forest i säsongens näst sista match, vilket resulterade i en andraplats i ligan, bakom Fulham.

## Spelare

### Truppen
| 1  | Brasilien   | Neto           | 19 juli 1989     | Barcelona (-22)          |
| 40 | England     | Will Dennis    | 10 juli 2000     | AFC Bournemouth          |
| 42 | Irland      | Mark Travers   | 18 maj 1999      | Shamrock Rovers (-16)    |
| -  | Nya Zeeland | Alex Paulsen   | 4 juli 2002      | Wellington Phoenix (-24) |
| -  | Skottland   | Callan McKenna | 22 december 2006 | Queen's Park (-24)       |

| 3  | Frankrike | Adrien Truffert | 20 november 2001 | Rennes (-25)            |
| 5  | Argentina | Marcos Senesi   | 10 maj 1997      | Feyenoord (-22)         |
| 6  | Wales     | Chris Mepham    | 5 november 1997  | Brentford (-19)         |
| 15 | England   | Adam Smith      | 29 april 1991    | Tottenham Hotspur (-14) |
| 20 | Argentina | Julio Soler     | 16 februari 2005 | Lanús (-25)             |
| 22 | Mexiko    | Julián Araujo   | 13 augusti 2001  | Barcelona (-24)         |
| 23 | England   | James Hill      | 10 januari 2002  | Fleetwood Town (-22)    |
| 27 | Ukraina   | Illja Zabarnyj  | 1 september 2002 | Dynamo Kiev (-23)       |
| -  | Wales     | Owen Bevan      | 26 oktober 2003  | AFC Bournemouth         |

| 4  | England         | Lewis Cook       | 3 februari 1997  | Leeds United (-16)      |
| 7  | Wales           | David Brooks     | 8 juli 1997      | Sheffield United (-18)  |
| 8  | England         | Alex Scott       | 21 augusti 2003  | Bristol City (-23)      |
| 10 | Skottland       | Ryan Christie    | 22 februari 1995 | Celtic (-21)            |
| 12 | USA             | Tyler Adams      | 14 februari 1999 | Leeds United (-23)      |
| 16 | England         | Marcus Tavernier | 22 mars 1999     | Middlesbrough (-22)     |
| 29 | Danmark         | Philip Billing   | 11 juni 1996     | Huddersfield Town (-19) |
| -  | Elfenbenskusten | Hamed Traoré     | 16 februari 2000 | Sassuolo Calcio (-23)   |
| -  | Frankrike       | Romain Faivre    | 14 juli 1998     | Lyon (-23)              |

| 9  | Brasilien     | Evanilson         | 6 oktober 1999   | Porto (-24)        |
| 11 | Burkina Faso  | Dango Ouattara    | 11 februari 2002 | Lorient (-23)      |
| 17 | Colombia      | Luis Sinisterra   | 17 juni 1999     | Leeds United (-23) |
| 19 | Nederländerna | Justin Kluivert   | 5 maj 1999       | Roma (-23)         |
| 24 | Ghana         | Antoine Semenyo   | 7 januari 2000   | Bristol City (-23) |
| 26 | Turkiet       | Enes Ünal         | 10 maj 1997      | Getafe (-24)       |
| -  | Frankrike     | Eli Junior Kroupi | 23 juni 2006     | Lorient (-25)      |

### Utlånade spelare
| Nr | Land   | Pos | Namn                                                   |
| -- | ------ | --- | ------------------------------------------------------ |
| 21 | Kanada | A   | Daniel Jebbison (i Preston North End till 31 maj 2026) |

| Nr | Land    | Pos | Namn                                    |
| -- | ------- | --- | --------------------------------------- |
| 37 | England | F   | Max Aarons (i Rangers till 31 maj 2026) |

### Utvecklingslag
| Nr | Land      | Pos | Namn                 |
| -- | --------- | --- | -------------------- |
| -  | Skottland | MV  | Callan McKenna (-06) |
| -  | England   | MV  | Mack Allan (-06)     |
| -  | England   | F   | Archie Harris (-04)  |
| -  | England   | F   | Max Kinsey (-05)     |
| -  | England   | F   | Ollie Morgan (-06)   |
| -  | England   | MF  | Ben Winterburn (-04) |
| -  | England   | MF  | Balraj Landa (-)     |
| -  | England   | MF  | Karlos Gregory (-05) |

| Nr | Land    | Pos | Namn                   |
| -- | ------- | --- | ---------------------- |
| -  | Irland  | MF  | Kian Tydeman (-05)     |
| -  | England | MF  | Lewis Brown (-04)      |
| -  | England | MF  | Toure Williams (-05)   |
| -  | England | A   | Ashley Clarke (-05)    |
| -  | England | A   | Jonny Stuttle (-05)    |
| -  | England | A   | Koby Mottoh (-06)      |
| -  | England | A   | Remy Rees-Dottin (-06) |

#### Utlånade spelare
| Nr | Land       | Pos | Namn                                                  |
| -- | ---------- | --- | ----------------------------------------------------- |
| -  | England    | MV  | Billy Terrell (i Weymouth till 31 maj 2025)           |
| -  | Nordirland | MF  | Charlie Osborne (i Hartberg till 30 juni 2025)        |
| -  | England    | A   | Daniel Adu-Adjei (i Carlisle United till 31 maj 2025) |
| -  | England    | MF  | Dominic Sadi (i Carlisle United till 31 maj 2025)     |

| Nr | Land      | Pos | Namn                                                       |
| -- | --------- | --- | ---------------------------------------------------------- |
| -  | England   | F   | Finn Tonks (i Torquay United till 26 januari 2025)         |
| -  | Spanien   | A   | Michael Dacosta González (i Crawley Town till 31 maj 2025) |
| -  | Frankrike | F   | Noa Boutin (i Eastleigh till 1 januari 2025)               |

### Före detta berömda spelare
- George Best
- Darren Anderton
- Jamie Redknapp
- Rio Ferdinand
- Danny Ings
- Adam Lallana
- David James
- Michael Duberry

## Rivalitet
Enligt en nyligen genomförd undersökning kallad "The League of Love and Hate" i augusti 2019, utnämnde Bournemouth-supportrar den närliggande klubben Southampton till deras största rivaler, med Portsmouth, Brighton & Hove Albion och Reading som efterföljare.

## Meriter
- Mästare i Division 3 1987 (motsvarar dagens Football League One)
- The Associate Members Cup 1983/84
- Mästare i The Championship 2015